# Suibne Menn
Suibne Menn, o Suibne mac Fiachnai (... – attorno al 628), fu un re supremo.

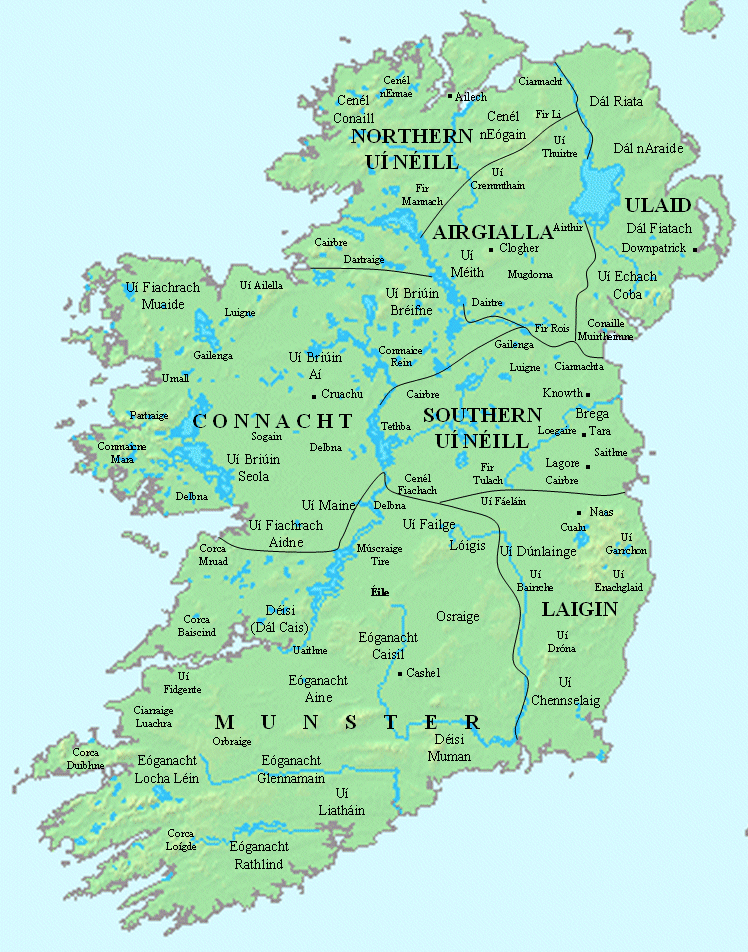
I primi popoli irlandesi, mappa geopolitica

Apparteneva al ramo cadetto dei Cenél nEógain degli Uí Néill del nord, i Cenél Feredaig, che prendevano il nome da suo nonno Feredach, un discendente di Niall dei Nove Ostaggi. Il dominio sui Cenél nEógain era stato in mano dei Cenél maic Ercae, discendenti del fratello di Feradach, Muirchertach mac Ercae. Né Fiachnae, né Feredach erano stati sovrani dei Cenél nEógain.
Re Áed Uaridnach dei Cenél maic Ercae morì nel 612 e il potere sugli Uí Néill passò ai rivali Cenél Conaill del nord nella persona di Máel Coba mac Áedo. Máel Coba fu però ucciso da Suibne nel 615, pare nelle Midland irlandesi e così Suibne prese il potere, che egli forse tenne grazie a un'alleanza con un altro ramo minore degli Uí Néill, il clan Cholmáin del sud. Secondo gli annali irlandesi, Óengus, capo del clan Cholmáin, fu re supremo alla sua morte nel 621, cosa che fa pensare che Suibne avrebbe concesso il potere a Óengus prima di prenderlo per sé.
Nel 628 il fratello di Máel Coba, Domnall, attaccò Suibne, ma sconfitto fuggì. Suibne fu comunque ucciso più tardi in quello stesso anno dal re dell'Ulster Congal Cáech, che divenne così re supremo.